# Palpares weelei
Palpares weelei is een insect uit de familie van de mierenleeuwen (Myrmeleontidae), die tot de orde netvleugeligen (Neuroptera) behoort. 
Palpares weelei is voor het eerst wetenschappelijk beschreven door Fraser in 1951.